# Starry Crystal
『Starry Crystal』（スターリー・クリスタル）は、日本の歌手、KOTOKOがフィアッセ・クリステラ名義でリリースしたインディーズミニ・アルバム。2003年12月28日にDISCOVERYより発売された。発売元はディスカバリー、販売元は株式会社セブンエイト。

## 概要
- ゲームソフトをOVA化したもの『とらいあんぐるハート 〜Sweet Songs Forever〜』のキャラクターソングを収録したアルバム。
- OVAシリーズのオープニングテーマ「Trust You're Truth ～明日を守る約束～」やエンディングテーマ「inside of a wilderness」（第1巻-第3巻）「Sweet Songs ever with you」（第4巻）を中心に全7曲を収録されている。
- 同人誌即売会「コミックマーケット65」にて限定販売で発売[1]。商用発売されず、コミックマーケットで限定販売されただけだった。
- このミニアルバムはKOTOKOがジェネオン エンタテインメントからメジャーデビューする前にリリースされ、公式ディスコグラフィにはカウントされていない。
- 本作に収録された楽曲は、2020年に発売されたアニメソングベストアルバム『KOTOKO Anime song's complete album "The Fable"』に収録され、メジャーリリースに初めて収録された。

## 収録曲
全曲作詞：都築真紀（特記以外）
| #         | タイトル                                          | 作詞             | 作曲          | 編曲      | 時間  |
| --------- | ------------------------------------------------- | ---------------- | ------------- | --------- | ----- |
| 1.        | 「Trust You're Truth ～明日を守る約束～」         | KOTOKO・都築真紀 | 高瀬一矢      | 高瀬一矢  | 5:24  |
| 2.        | 「inside of a wilderness」                        |                  | 佐野広明      | 佐野広明  | 4:54  |
| 3.        | 「My Gentle Days」(Rhythmic ver.)                 |                  | happy soulman | 安井歩    | 4:12  |
| 4.        | 「Bright wings」                                  |                  | happy soulman | 安井歩    | 5:49  |
| 5.        | 「Sweet Songs ever with you」                     |                  | happy soulman | 安井歩    | 5:20  |
| 6.        | 「inside of a wilderness」(Midnight Calling ver.) |                  | 佐野広明      | 安井歩    | 6:16  |
| 7.        | 「My Gentle Days」                                |                  | happy soulman | 安井歩    | 5:37  |
| 合計時間: | 合計時間:                                         | 合計時間:        | 合計時間:     | 合計時間: | 37:32 |

## 楽曲解説
Trust You're Truth ～明日を守る約束～
このアルバムの中、唯一のI'veがプロデュースした曲。
ドラマCD『とらいあんぐるハート'S Sound Stage X』のオープニングテーマとしても使用された。
I've Girlsコンピレーション第6弾『COLLECTIVE』にも収録されている。
My Gentle Days
ドラマCD『とらいあんぐるハート'S Sound Stage X』の挿入歌として使用された。
Bright wings
ドラマCD『とらいあんぐるハート'S サウンドステージ5 Wings Xmas 〜遠い空のクリスマス・イブ〜』の挿入歌として使用された。
ゲームソフト『とらいあんぐるハート1・2・3 DVD EDITION』のエンディングテーマとしても使用された。
原曲では春野日和・音乃菜摘・日向裕羅がコーラスを担当した。本作品に収録されているバージョンは表記はないが、ソロ・バージョンである。